# Masao Abe
Masao Abe (阿 部 正雄, Abe Masao, Osaka, 1915 - 10 de setembre de 2006) va ser un filòsof budista japonès professor de la Universitat de Nara. Membre de l'Escola de Kioto. Reconegut, innovador i influent estudiós del budisme zen, del diàleg interreligiós i de la filosofia comparada.

## Vida i pensament
Masao Abe, fill d'un pare educat en els principis de la medicina occidental i d'una mare budista practicant, va estudiar a la Universitat de Kyoto. La profunda religiositat de la seva mare -en la línia del budisme de la Terra Pura (Jōdo Shinshū), en la qual predomina la confiança i la devoció- el va influir molt: "jo volia seguir les seves passes, però em resultava difícil renunciar al pensament racional, lliurar-me a la misericòrdia: vaig decidir estudiar filosofia". A la universitat va rebre la influència de Hajime Tanabe, de Keiji Nishitani i de Schin'ichi Hisamatsu (1889-1980) que l'introduí en la pràctica del zen i a qui considerà sempre el seu mentor. Posteriorment, a la dècada dels 50, Abe va ser alumnes del Union Theological Seminary i de la Universitat de Colúmbia, on va estudiar Teologia Cristiana.
Abe va començar la seva carrera docen a la Universitat d'Otani (1948–1950), des d'on va passar a la Universitat de Nara, on va desenvolupar la gran majoria de la seva trajectòria abns de jubilar-se en 1980. No obstant, Abe va fer diferents estades a altres universitats com la de Kyoto entre 1955 i 1958. De la amteixa manera, va ser professor invitat a diferents universitat estatunidenques com Columbia, Chicago, Hawaii i Berkeley. Va publicar estudis sobre pensadors budistes com Dōgen, estudis comparatius sobre budisme i pensament occidental i es va implicar en el diàleg interreligiós entre budisme i cristianisme, sent interlocutor de pensadors com Paul Tillich o Hans Küng. Després de la mort de D.T. Suzuki va ser el principal exponent del budisme zen a Occident.
Masao Abe intenta relacionar el cristianisme i el pensament occidental amb l'experiència del zen. Considera igualment importants reflexió i meditació, comprensió i experiència. Abe destaca com a punts essencials del cristianisme l'afirmació "Déu és amor" (1 Jo 4,8) i el concepte de "kenosi" (Fl 2, 5-11) i els compara amb les idees budistes de "compassió" (Karuṇā) i "buit" (Śūnyatā). El llibre Zen i pensament Occidental recull els principals assajos del filòsof.

## Obres
- Zen and Western Thought (London: Macmillan; Univ.of Hawaii 1985), editat per William R. LaFleur, amb un pròleg de John Hick.
- A Study of Dōgen. His Philosophy and Religion (SUNY 1992), col·lecció d'articles editada per Steven Heine
- The emptying God: A Buddhist-Jewish-Christian Conversation.(Maryknoll, NY: Orbis Press 1990), edited by John B. Cobb, Jr., and Christopher Ives. Conté l'assaig "Kenotic God and Dynamic Śūnyatā"
- Buddhism and Interfaith Dialogue (Univ.of Hawaii 1995), col·lecció d'articles editada per Steven Heine
- Zen and Comparative Studies (Univ.of Hawaii 1997), col·lecció d'articles editada per Steven Heine
- Zen and the Modern World (Univ.of Hawaii 2003), col·lecció d'articles editada per Steven Heine.